# هنري الثاني، كونت بار
هنري الثاني دو بار (الفرنسية:Henri II de Bar؛ الألمانية:Heinrich II von Bar؛ 1190 - 13 نوفمبر 1239)؛ كان كونت بار منذ 1214 حتى وفاته، هو نجل ثيوبالد الأول، كونت بار وزوجته الأولى ارمينزند دي بار-سور-سين، قُتل هنري في 13 نوفمبر 1239 خلال الحملة البارونات الصليبية التي كانت بقيادة ثيوبالد الأول ملك نافارا لمحاربة الأيوبيون في غزة.

## الزواج والأطفال
في 1219 تزوجت من فيليبا دي درو ابنة روبرت الثاني، كونت درو؛ وأنجبت له:-
1. مارغريت (1275-1220)؛ في 1240 تزوجت من هاينريش الخامس، كونت لوكسمبورغ.
2. ثيبوت الثاني، كونت بار (حوالي.1221 - 1291)؛ خلف والده.
3. هنري (توفي.1249).
4. جين (1299-1225)؛ تزوجت من فدريدريك دي بلامون، ثم من لويس الخامس، كونت شيني.
5. رينو (توفي.1271).
6. إرداد (توفي.1335).
7. إيزابيل (توفيت.1320).